# 川上哲也
川上哲也，日本男性動畫師、人物設計師。出身於大阪府。Studio MOON出身。

## 主要參加作品

### 電視動畫

##### 2000年
- 幻想魔傳 最遊記（原畫）

##### 2006年
- 獸王星（作畫監督）
- Ghost Hunt（道具設定）

##### 2007年
- 零之使魔 ～雙月的騎士～（作畫監督）

##### 2008年
- 死後文（人物設定、總作畫監督、作畫監督、原畫[2]）
- 魔法禁書目錄（人物設定、總作畫監督、作畫監督）

##### 2009年
- 鋼之鍊金術師 FULLMETAL ALCHEMIST（作畫監督、原畫）

##### 2010年
- 我的妹妹哪有這麼可愛！ (動畫)（總作畫監督）

##### 2011年
- 偶像大師（作畫監督、原畫）

##### 2012年
- 刀劍神域（配角設定、總作畫監督）

##### 2013年
- 我的妹妹哪有這麼可愛。（OP作畫監督）
- 機械少女Z（日语：ロボットガールズZ）（人物設定）

##### 2014年
- 龍孃七七七埋藏的寶藏（人物設定）

##### 2015年
- 學戰都市Asterisk（人物設定、總作畫監督[3]）

##### 2017年
- 亞人醬有話要說（人物設定、作畫監督、原畫、OP&ED作畫監督&原畫[4]）

##### 2018年
- 七大罪 戒律的復活（配角設定、總作畫監督、OP原畫）

##### 2021年
- 86－不存在的戰區－（人物設定）

##### 2023年
- Nier: Automata Ver 1.1a（總作畫監督、作畫監督[5]）

##### 2024年
- 敗北女角太多了！（人物設定[6]）

### OVA
- 魔法護士小麥（原畫）
- 釣魚迷瑛花姐（作畫監督）

### 電影動畫
- 灼眼的夏娜（作畫監督、原畫）

### 其它
- 東映機械少女（日语：東映ロボットガールズ）（人物設定）

### 小說封面、插圖
- Angel Festa！（日语：エンジェル・フェスタ!）（著：鏡遊，MF文庫J）

## 相關項目
- 日本動畫師列表